# Ангелешти (Алба)
Ангелешти (рум. Anghelești) насеље је у Румунији у округу Алба у општини Бучум. Општина се налази на надморској висини од 762 m.

## Становништво
Према подацима из 2002. године у насељу је живело 63 становника, од којих су сви румунске националности.